# Долгов Ігор Олександрович
І́гор Олекса́ндрович Долго́в (20 травня 1964 — 29 серпня 2014) — старший лейтенант Збройних сил України, учасник російсько-української війни.

## Короткий життєпис
Народився 1964 року в місті Зоринськ (нині Алчевський район, Луганська область). До першого класу пішов у Первомайську восьмирічку, котру й закінчив. Пройшов строкову службу в РА. Закінчив Дніпропетровський сільськогосподарський інститут, інженер-гідротехнік. Працював в Апостолівському відділку зрошувальних систем інженером-гідротехніком.
Під час війни з травня 2014 року — заступник командира роти з озброєння, 40-й батальйон територіальної оборони «Кривбас».
Загинув при виході колони з Іловайська «гуманітарним коридором», який був обстріляний російськими військами. Разом з ним загинули військовики 40-го батальйону Іван Джадан, Костянтин Нечепуренко, Сергій Конопацький, 51-ї механізованої бригади — Василь Зелінський, Віталій Малишев, два невідомі бійці. Пошукова група місії «Експедиція-200» («Чорний тюльпан»)
Перебував у списку зниклих безвісти.
14 вересня 2014 року у полі в урочищі Червона Поляна біля Чумаків пошукова місія відшукала тіла, перевезені у Запоріжжя.
Без Ігоря лишились дружина Юлія, дочка Олеся, зять Володимир, онук Лев.
Похований в селі, у котрому проживав — Козацький Кут.

## Нагороди та вшанування
За особисту мужність і героїзм, виявлені у захисті державного суверенітету та територіальної цілісності України, вірність військовій присязі під час російсько-української війни, відзначений — нагороджений
- 17 липня 2015 року — орденом Богдана Хмельницького III ступеня (посмертно)[1]
- в ЗОШ, котру закінчив Ігор Долгов, відкрито меморіальну дошку його честі
- Його портрет розміщений на меморіалі «Стіна пам'яті полеглих за Україну» у Києві: секція 3, ряд 1, місце 35
- Вшановується 29 серпня на щоденному ранковому церемоніалі вшанування українських захисників, які загинули цього дня у різні роки внаслідок російської збройної агресії[2]
- Іловайський Хрест (посмертно)